# Францішек Гауліедер
Францішек Гауліедер (словац. František Gaulieder; 18 січня 1951 — 25 березня 2017, округ Шаля) — словацький політик, співзасновник та член партії «Рух за демократичну Словаччину» (1991—1996), депутат Національної ради Словаччини (з 1994 по грудень 1996).
За результатом голосування, був усунутий з парламенту в грудні 1996 року після критики своєї партії та уряду Владимира Мечіара на основі недатованої заяви про відставку, яку Гаулідер нібито написав у 1994 році. Це був перший випадок позбавлення мандату депутата словацького парламенту. Згодом Конституційний суд Словаччини та Європейський суд з прав людини визнали рішення незаконним та зазначили, що конституційні права Гауліедера були порушені. Незважаючи на це, парламент Словаччини провалив рішення щодо повернення депутатського мандату Гауліедеру.
В результаті скандалу Словаччина була тимчасово позбавлена можливості вступу до Європейського Союзу після того, як Європейська комісія, посилаючись на цей випадок зазначила, що «Словаччина не відповідає політичним умовам, необхідним для майбутніх членів ЄС».
У 2014 році балотувався до міської ради Галанти й набрав найбільше голосів серед усіх кандидатів (1516) і став депутатом.
Загинув внаслідок наїзду поїзда 25 березня 2017 року за незрозумілих обставин.